# Nagroda Satelita dla najlepszego scenariusza adaptowanego
Laureaci Satelity w kategorii najlepszy scenariusz adaptowany:

## Lata 90
1996: Anthony Minghella – Angielski pacjent na podstawie powieści Michaela Ondaatje

nominacje:
- Arthur Miller – Czaronice z Salem na podstawie własnej sztuki
- Laura Jones – Portret damy na podstawie powieści Henry’ego Jamesa
- John Hodge – Tranispotting na podstawie powieści Irvine’a Welsha
- Hossein Amini – Więzy miłości na podstawie powieści Thomasa Hardy’ego

1997: Brian Helgeland, Curtis Hanson – Tajemnice Los Angeles na podstawie powieści Jamesa Ellroya

nominacje:
- David Franzoni – Amistad
- James Schamus – Burza lodowa na podstawie powieści Ricka Moody’ego
- Hossein Amini – Miłość i śmierć w Wenecji na podstawie powieści Henry’ego Jamesa
- Atom Egoyan – Słodkie jutro na podstawie powieści Russella Banksa

1998: Bill Condon – Bogowie i potwory na podstawie powieści Christophera Brama

nominacje:
- Terrence Malick – Cienka czerwona linia na podstawie powieści Jamesa Jonesa
- Frank Cottrell Boyce – Hilary i Jackie na podstawie książki Hilary du Pré i Piers du Pré
- Mark Herman – O mały głos na podstawie sztuki Jima Cartwrighta
- Akosua Busia, Richard LaGravenese, Adam Brooks – Pokochać na podstawie powieści Toni Morrison

1999: John Irving – Wbrew regułom na podstawie własnej powieści Regulamin tłoczni win

nominacje:
- Peter Hedges, Polly Platt – Mapa świata na podstawie powieści Jane Hamilton
- Peter Ettedgui, Michael Ignatieff – Oniegin na podstawie poematu Aleksandra Puszkina
- Atom Egoyan – Podróż Felicji na podstawie powieści Williama Trevora
- Julie Taymor – Tytus Andronikus na podstawie sztuki Williama Szekspira
- Anthony Minghella – Utalentowany pan Ripley na podstawie powieści Patricii Highsmith

## 2000–2009
2000: Doug Wright – Zatrute pióro na podstawie własnej sztuki

nominacje:
- Joel i Ethan Coenowie – Bracie, gdzie jesteś? na podstawie Odysei Homera
- Terence Davies – Świat zabawy na podstawie powieści Edith Wharton
- Stephen Gaghan – Traffic na podstawie scenariusza miniserialu Traffik Simona Moore’a
- David Self – Trzynaście dni na podstawie książki Ernesta R. Maya i Philipa D. Zelikowa

2001: Robert Festinger, Todd Field – Za drzwiami sypialni na podstawie powieści Andre Dubusa

nominacje:
- John Cameron Mitchell – Cal do szczęścia na podstawie musicalu Johna Camerona Mitchella i Stephena Traska
- Fred Schepisi – Ostatnia prośba na podstawie powieści Grahama Swifta
- Akiva Goldsman – Piękny umysł na podstawie książki Sylvii Nasar
- Fran Walsh, Philippa Boyens, Peter Jackson – Władca Pierścieni: Drużyna Pierścienia na podstawie powieści J.R.R. Tolkiena

2002: Charlie Kaufman, Donald Kaufman – Adaptacja na podstawie powieści Złodziej orchidei Susan Orlean

nominacje:
- Bill Condon – Chicago na podstawie musicalu Boba Fosse’a i Freda Ebba
- Nia Vardalos – Moje wielkie greckie wesele
- Ronald Harwood – Pianista na podstawie wspomnień Władysława Szpilmana
- Fran Walsh, Philippa Boyens, Stephen Sinclair, Peter Jackson – Władca Pierścieni: Dwie wieże na podstawie powieści J.R.R. Tolkiena

2003: Brian Helgeland – Rzeka tajemnic na podstawie powieści Dennisa Lehane’a

nominacje:
- Robert Pulcini, Shari Springer Berman – Amerykański splendor na podstawie komiksów Harveya Pekara i Joyce’a Brabnera
- Niki Caro – Jeździec wielorybów na podstawie powieści Witi Ihimaery
- Gary Ross – Niepokonany Seabiscuit na podstawie książki Laury Hillenbrand
- Billy Ray – Pierwsza strona na podstawie artykułu Buzza Bissingera
- Anthony Minghella – Wzgórze nadziei na podstawie powieści Charlesa Fraziera

2004: Paul Haggis – Za wszelką cenę na podstawie opowiadań F.X. Toole’a

nominacje:
- Alexander Payne, Jim Taylor – Bezdroża na podstawie powieści Rexa Picketta
- Patrick Marber – Bliżej na podstawie własnej sztuki
- Joel Schumacher – Upiór w operze na podstawie musicalu Andrew Lloyda Webbera

2005: Robin Swicord – Wyznania gejszy na podstawie powieści Arthura Goldena

nominacje:
- Dan Futterman – Capote na podstawie książki Geralda Clakre'a
- William Broyles Jr. – Jarhead. Żołnierz piechoty morskiej na podstawie książki Anthony’ego Swofforda
- Gill Dennis, James Mangold – Spacer po linie na podstawie książki Johnny’ego Casha i Patricka Carra
- Larry McMurtry, Diana Ossana – Tajemnica Brockback Mountain na podstawie krótkiej powieści E. Annie Proulx
- Steve Martin – Troje do pary na podstawie własnej powieści

2006: William Monahan – Infiltracja na podstawie scenariusza filmu Infernal Affairs: Piekielna gra Alana Maka i Felixa Chonga

nominacje:
- Bill Condon – Dreamgirls na podstawie książki Toma Eyena
- Jason Reitman – Dziękujemy za palenie na podstawie powieści Christophera Buckleya
- Todd Field, Tom Perrotta – Małe dzieci na podstawie powieści Toma Perrotty
- Garrison Keillor – Ostatnia audycja na podstawie własnego słuchowiska radiowego
- William Broyles Jr., Paul Haggis – Sztandar chwały na podstawie książki Jamesa Bradleya i Rona Powersa

2007: Christopher Hampton – Pokuta na podstawie powieści Iana McEwana

nominacje:
- Sarah Polley – Daleko od niej na podstawie opowiadania Alice Munro
- David Benioff – Chłopiec z latawcem na podstawie powieści Khaleda Hosseiniego
- Hui-Ling Wang(inne języki), James Schamus – Ostrożnie, pożądanie na podstawie powieści Eileen Chang
- Joel i Ethan Coenowie – To nie jest kraj dla starych ludzi na podstawie powieści Cormaca McCarthy’ego
- James Vanderbilt – Zodiak na podstawie książki Roberta Graysmitha

2008: Peter Morgan – Frost/Nixon na podstawie własnej sztuki

nominacje:
- Eric Roth, Robin Swicord – Ciekawy przypadek Benjamina Buttona na podstawie opowiadania Francisa Scotta Fitzgeralda
- Justin Haythe – Droga do szczęścia na podstawie powieści Richarda Yatesa
- Nicholas Meyer – Elegia na podstawie powieści Philipa Rotha
- David Hare – Lektor na podstawie powieści Bernharda Schlinka
- Simon Beaufoy – Slumdog. Milioner z ulicy na podstawie powieści Vikasa Swarupa
- John Patrick Shanley – Wątpliwość na podstawie własnej sztuki

2009: Geoffrey Fletcher – Hej, skarbie na podstawie powieści Sapphire

nominacje:
- Nick Hornby – Była sobie dziewczyna na podstawie wspomnień Lynn Barber
- Neill Blomkamp, Terri Tatchell – Dystrykt 9 na podstawie scenariusz filmu Alive in Joburg Neilla Blomkampa
- Nora Ephron – Julie i Julia na podstawie książek Julie & Julia Julie Powell oraz My Life in Paris Julii Child i Alexa Prud'homme'a
- Sheldon Turner, Jason Reitman – W chmurach na podstawie powieści Waltera Kirna

## 2010–2019
2010: Aaron Sorkin – The Social Network na podstawie książki Miliarderzy z przypadku Bena Mezricha

nominacje:
- Danny Boyle, Simon Beaufoy–127 godzin na podstawie książki Between a Rock and a Hard Place Arona Ralstona
- Robert Harris, Roman Polański – Autor widmo na podstawie powieści Roberta Harrisa
- Debra Granik, Anne Rosellini – Do szpiku kości na podstawie powieści Daniela Woodrella
- Jez Butterworth, John-Henry Butterworth – Uczciwa gra na podstawie książek The Politics of Truth Josepha Wilsona oraz Fair Game Valerie Plame
- Peter Craig, Ben Affleck, Aaron Stockard – Miasto złodziei na podstawie powieści Prince of Thieves Chucka Hogana
- Nikolaj Arcel, Rasmus Heisterberg – Millennium: Mężczyźni, którzy nienawidzą kobiet na podstawie powieści Stiega Larssona
- Michael Bacall, Edgar Wright – Scott Pilgrim kontra świat na podstawie komiksów Bryana Lee O’Malleya